# Excentrostoma
Az Excentrostoma az Arcellinida Glutinoconcha csoportjának alrendszintű kládja.

## Történet
Első családszintű kládja a Centropyxidae Jung 1942, első nemzetsége a Centropyxis Stein 1859. 1960-ban írták le Bonnet és Thomas a Plagiopyxidae csoportot. Eleinte kevés ismert Excentrostoma-minta volt, csak Lahr et al. 2019-es munkájától lett jól dokumentált.
2019-ben írták le Daniel J. G. Lahr et al. a Glutinoconcha 4 eredeti csoportja egyikeként egysejtes transzkriptomikai úton 19 Arcellinida-faj 250 génjének elemzésével.
2022-ben a Centropyxidae és Plagiopyxidae egyesültek előbbi neve alatt.
2023-ban Ribeiro et al. bővítették az Excentrostoma COX1-adatbázisát 360 bp hosszú egyezésekkel, és 1 új Centropyxis-fajt írtak le. Teljes filogenetikájához a 18S rRNS egyezéseit 1178 bp-ban állapították meg.

## Morfológia
Ásványi anyagokból álló összetapadt héján a száj gyakran közel centrális helyzetű, azonban a Golemanskia viscidula szája terminális helyzetű. A Plagiopyxis callida és a Bullinularia gracilis fajokra egyaránt a kriptosztómia (héjrésszel rejtett száj) jellemző, nem alkotnak kládot. Egyes fajok a Difflugia nemzetséghez hasonló morfológiájúak lehetnek így. Héja lehet gömb, nyújtott vagy tojás alakú, szélessége hosszánál nagyobb és kisebb is lehet. Elöl ajka lehet, elöl vékonyodhat. Egyes fajai hegyes részecskékből fogakat hozhatnak létre, és xenoszómák lehetnek héjukon. A héj lehet sötét vagy sárga. Héjmorfológiája tehát igen változatos: nemcsak a gyakori nyomott, nem pontosan központi helyzetű nyílás fordul elő.
Őse feltehetően szintén nem külső forrásból származó ásványi anyagokból álló összetapadt héjjal rendelkezett.

## Élőhely
Édesvízben és talajban egyaránt él, egyes fajai kozmopoliták. Egyes fajai eutróf tavakban anaerob anyagcserére is képesek ehhez szükséges enzimjeik, például az acetil-koenzim A-szintáz révén. González-Miguéns et al. egy zavartalan tóban 2023-ban kevesebb faját észlelték, mint korábban, de 2024-ben többet észleltek a Sanabria-tóban. Legtöbb faja kontinentális élőhelyeken, néhány azonban partok mentén él. Gyakori továbbá torkolatokban is.
Sós vízben kevésbé fordul elő, az ottani fajok morfológiája gyakran az általánoshoz hasonlít.

## Filogenetika
Monotipikus csoport, egyetlen családszintű kládja a Centropyxidae (Centropyxis, Proplagiopyxis, Awerintzewia, Bullinularia, Golemanskia, Plagiopyxis). Korábban egy másik családja is volt, a Plagiopyxidae, ide a Geoplagiopyxis, Protoplagiopyxis, Paracentropyxis, Plagiopyxis, Hoogenraadia, Planhoogenraadia nemzetségek tartoztak, valamint ide sorolták korábban a Bullinulariát is. 2 ismeretlen helyzetű nemzetsége a Conicocassis és az Oopyxis volt ekkor. 2022-ben igazolták González-Miguéns et al., hogy a Plagiopyxidae nem monofiletikus: a Bullinularia a legbazálisabb Excentrostoma-nemzetség, a többi nemzetség testvércsoportja.
COI- és 18S rRNS-alapú filogenetika alapján eredeti meghatározása szerint egyaránt klád, de utóbbi alacsonyabb támogatottságot mutatott ki. 18S rRNS-alapú filogenetika szerint a Cylindrothecina testvércsoportja lehet, míg COI-alapú szerint a Sphaerothecina–Cylindrothecina együtteséé, nikotinamid-adenin-dinukleotid-dehidrogenáz-alapú szerint pedig a Longithecina–Hyalospheniformes–Trigonopyxis–Cylindrothecina–Sphaerothecina kládé.
Testvércsoportja a Sphaerothecina és a Longithecina együttese.
Az Arcellinida 3 ismert aerob és anaerob anyagcserére egyaránt képes kládjának egyike, egyes fajai rendelkeznek ACS–ADP-fermentációs úttal.
Számos faja egymástól morfológiailag megkülönböztethetetlen, „rejtett”.
Jelentős diverzitása ellenére viszonylag kevés nemzetsége és faja ismert.